# 范旭东
范旭东（1883年10月24日—1945年10月4日），出生时取名源让，字明俊；后改名为范锐，字旭东。湖南湘阴人，中国化學工業企業家。

## 生平

### 早年
范旭东1883年出生于湖南湘阴县，其父亲是一名私塾先生。范旭东六岁丧父，随母亲谢氏和兄长范源濂迁往长沙定居。戊戌变法失败后，身为维新派的范源濂被清政府通缉，范旭东也被迫逃亡。后东渡日本。
1900年到1910年间，范旭东留学日本岡山第六高等学校（现冈山大学） 和京都帝國大學化学系，1910年从帝国大学毕业，并留校担任专科助教。同年，他与在东京留学的湖南同乡许馥结婚。

### 创业
范旭东1911年返回中国，在北洋政府北京铸币厂任分析化验员。随后，他的一系列创业，写下了中国化学工业史上诸多第一。
1914年，范旭东创立了中国第一家现代化工企业――久大精盐公司（1919年以后改为久大盐业公司），以及中国第一个精盐工厂——久大精盐工厂。1918年11月，他又创立永利制碱公司，在天津塘沽创办了亚洲第一座纯碱工厂——永利化学公司碱厂。
1922年8月，范旭东从久大精盐分离出了中国第一家专门的化工科研机构——黄海化学工业研究社，并把久大、永利两公司给他的酬金用作该社的科研经费。
1926年8月，范旭东旗下“红三角”商标的纯碱，第一次进入美国费城万国博览会，并获得金奖。
1928年，范旭东其兄范源廉在北平石驸马大街83号的故居捐献给静生生物调查所作为所址。任静生生物调查所委员会委员。
1935年，“黄海”试炼出中国第一块金属铝样品。1937年2月5日，中国首座合成氨工厂——南京永利铔厂生产出中国第一批硫酸铵产品、中国第一包化学肥料，被誉为“远东第一大厂”，此地也因永利铔厂得名大厂区（镇）。
事业刚刚起飞，中日战争全面爆发，主要厂房皆落入日本人手中，他一手开创的中国化学工业遭到了毁灭性的打击。“卢沟桥事变”后，日本人多次要求与永利合营，旭东回之“宁肯为工厂开追悼会，决不与侵略者合作！” 他致力于在西南后方开辟新的化学工业基地“新塘沽”，支援抗战与国家建设。

### 逝世与影响
范旭东性格直率坦荡，不假掩饰；事业外，没有任何业余爱好，终因操劳过度，致积劳成疾。1945年10月2日，范旭东突患恶疾（据称急性肝炎），10月4日下午三点溘然长逝，终年62岁。临终前，叮嘱后人要“齐心合力，努力前进”。 正在参加重庆和谈的蒋介石和毛泽东中止会谈，一同前往沙坪坝范旭东的家中凭吊，毛泽东亲笔书写了“工业先导，功在中华”挽联。
范旭东所处之世，中国贫穷积弱，四周列强环伺，正面临着主权分裂、军阀割据乃至亡国亡种的严峻形势。他生于中法战争前夕，离国留学时正逢庚子事变，返国本值清室逊位民国新立，然而政权甫又落入北洋军阀手中。创业过程中屡受外国垄断资本、旧盐业者封锁阻挠，曾遭奉系军阀李景林绑架勒赎。奋战二十余载，永利纯碱畅销海外，也正是范旭东鼓励了侯德榜将联合治碱法的制造工艺公布于世。 
然而1949年后，与其他民族资本的境遇相同，在大陆“久、永、黄”集团被公有化，范旭东随后也批为“反动资本家”。在中國大陸人们逐渐只知道化学家侯德榜和联合制碱法，却淡忘了这背后的最大功臣、纯碱一词的创造者—范旭东。现在，中國大陸的历史课本中对范旭东的评价逐渐上升。

## 家族
- 母：谢氏
- 兄：范源濂
- 妻：许馥
- 长女：范果恒
- 次女：范果纯

## 部分原“永、久、黄”企业
- 天津碱厂：原永利碱厂、久大精盐厂
- 四川久大盐业（集团）公司（页面存档备份，存于）：原自贡模范食盐厂
- 中国石化集团公司南京化学工业有限公司（页面存档备份，存于）：原南京永利铔厂